# Harold Young
Harold Young (n. 13 noiembrie 1897, Portland, Oregon, SUA – d. 3 martie 1972, Beverly Hills, California, SUA) a fost un regizor de film, monteur și actor ocazional. Unul dintre primele sale filme regizate este The Scarlet Pimpernel cu vedetele Leslie Howard și Merle Oberon.

## Filmografie

### Filme regizate
- Leave It to Blanche (1934)
- Too Many Millions (1934)
- The Scarlet Pimpernel (1934)
- Without Regret (1935)
- Woman Trap (1936)
- My American Wife (1936)
- Let Them Live (1937)
- 52nd Street (1937)
- Little Tough Guy (1938)
- The Storm (1938)
- Newsboys' Home (1938)
- Code of the Streets (1939)
- The Forgotten Woman (1939)
- Hero for a Day (1939)
- Sabotage (1939)
- Dreaming Out Loud (1940)
- Bachelor Daddy (1941)
- Swing It Soldier (1941)
- Juke Box Jenny (1942)
- There's One Born Every Minute (1942)
- Rubber Racketeers (1942)
- The Mummy's Tomb (1942)
- Hi'ya, Chum (1943)
- Hi, Buddy (1943)
- I Escaped from the Gestapo (1943)
- Spy Train (1943)
- Machine Gun Mama (1944)
- The Three Caballeros (1944)
- Song of the Sarong (1945)
- I'll Remember April (1945)
- The Frozen Ghost (1945)
- Jungle Captive (1945)
- Roogie's Bump (1954)
- Carib Gold (1957)

### Ca monteur
- Sally, Irene and Mary (1925)
- The Strong Man (1926)
- Sin Cargo (1926)
- The Private Life of Helen of Troy (1927)
- Yellow Lily (1928)
- The Painted Angel (1929)
- Her Private Life (1929)
- Bright Lights (1930)
- Top Speed (1930)
- The Lash (1930)
- Counsel's Opinion (1933)
- The Rise of Catherine the Great (1934)